# K¡K¡
K¡K¡ ist das Debütalbum des deutschen Rappers Nimo. Es erschien am 16. Juni 2017 über das Frankfurter Independent-Label 385idéal und wird von Universal Urban vertrieben.

## Hintergrund
Nachdem Nimo Anfang 2016 sein Debüt-Mixtape Habeebeee veröffentlicht hatte, begann er mit der Arbeit an seinem Debütalbum. Dieses kündigte er erstmals im Februar 2017 über die sozialen Medien an und gab dabei bekannt, dass es K¡K¡ heißten soll. Am 21. April 2017 erschien dann die erste Single LFR. Zudem erschienen vor dem Albumrelease mit Michelangelo und Heute mit mir zwei weitere Singles. Zu den drei Singles sowie zu den Songs Let’s Go Amina und Hype wurden auch Musikvideos auf YouTube veröffentlicht.
K¡K¡ erschien schließlich am 16. Juni 2017 bei 385idéal auf digitalen Vertriebswegen, auf CD, als Doppel-Vinyl sowie als Boxset.

## Titelliste
| #  | Titel                                 | Produzent            | Länge |
| -- | ------------------------------------- | -------------------- | ----- |
| 1  | Michelangelo                          | Veteran              | 4:32  |
| 2  | Veni Vidi Siktim                      | X-plosive            | 3:25  |
| 3  | Rettung naht                          | Oster                | 2:10  |
| 4  | Let’s Go Amina (feat. Hanybal)        | SOTT, DTP            | 4:34  |
| 5  | Heute mit mir                         | PzY                  | 3:41  |
| 6  | Hoodi (feat. Soufian)                 | Oster                | 3:20  |
| 7  | LFR                                   | Oster                | 4:25  |
| 8  | Hype (feat. Celo & Abdi)              | Matveï               | 4:21  |
| 9  | Warum hasst ihr mich                  | SOTT, Veteran, Zeeko | 4:51  |
| 10 | Is so (feat. Olexesh)                 | Bazzazian            | 4:32  |
| 11 | Battalion                             | Veteran, Zeeko       | 3:06  |
| 12 | Nutte hier bin ich (feat. Haftbefehl) | Die Achse            | 4:01  |
| 13 | Patte                                 | Oster                | 3:21  |
| 14 | Hätte niemals gedacht                 | Jugglerz             | 3:42  |
| 15 | Wie Falco (feat. Yung Hurn & Ufo361)  | Lex Lugner           | 4:12  |
| 16 | Irgendwann                            | Lucry                | 2:51  |

## Rezeption
Das Album erhielt von Kritikern überwiegend positive Bewertungen. Oliver Marquart von Rap.de bezeichnete K¡K¡ als starkes Debüt und lobte vor allem den Flow des Rappers sowie die Produktion des Albums. Er resümierte: „Nicht nur, dass Nimo das gewisse Etwas hat – er schafft es eben auch, das in ein spannendes Debütalbum umzusetzen, sodass es dem Hörer nie langweilig wird.“
Das Online-Musikmagazin laut.de bewertete K¡K¡ mit drei von fünf Sternen und bezeichnete es als „solides Debütalbum“. Redakteur Dominik Lippe hob Nimos „bewundernswert variablen Flow“ sowie seinen den gezielten und gekonnten Einsatz von Autotune hervor. Auch Lukas Meier von MZEE äußerte sich positiv über das Album. Er lobte das zeitgenössische Soundbild des Werkes, welches „trotz all der energetischen Sequenzen immer noch derartig melodiös ist, dass es auch problemlos im Radio stattfinden könnte“. Außerdem merkte er an, dass der Künstler sich „sowohl technisch versiert als auch facettenreich“ präsentiere, „mal in puristischer Rap-Manier und mal durch Gesangseinlagen, gespickt mit Autotune- und R'n'B-Elementen“.
Das Hip-Hop-Magazin Juice vergab 4,5 von 6 Kronen für K¡K¡, lobte Nimos abwechslungsreichen Rapstil und zog folgendes Fazit: „K¡K¡ ist eingängig, hypnotisch und zuweilen etwas harmlos, dafür aber mal orientalisch, französisch, amerikanisch – wesentlich satter als der Vorgänger Habeebeee, stets eigen und originell.“ Redakteur Michael Ruhbach von Plattentests.de bewertete das Album mit 6 von 10 Punkten und schrieb, dass die „Beeinflussung durch Afro-Trap und französische Artists ist unüberhörbar“ sei, das Album aber „um einiges stimmiger“ wirke als das Vorgänger-Mixtape.

## Kommerzieller Erfolg

### Chartplatzierungen
K¡K¡ stieg am 23. Juni 2017 auf Position vier in die deutschen Albumcharts ein und konnte sich insgesamt 16 Wochen in den Top 100 halten. Zudem belegte das Album in derselben Woche den zweiten Platz in den deutschen Hip-Hop-Charts, wo es sich lediglich dem Spitzenreiter Maximum von KC Rebell und Summer Cem geschlagen geben musste. In Österreich schaffte es das Album auf Platz drei und in der Schweiz auf Platz sechs der Charts.
In den deutschen Album-Jahrescharts 2017 belegte K¡K¡ Platz 81.
| ChartsChartplatzierungen | Höchstplatzierung | Wochen |
| ------------------------ | ----------------- | ------ |
| Deutschland (GfK)        | 4 (16 Wo.)        | 16     |
| Österreich (Ö3)          | 3 (6 Wo.)         | 6      |
| Schweiz (IFPI)           | 6 (4 Wo.)         | 4      |

| ChartsJahrescharts (2017) | Platzierung |
| ------------------------- | ----------- |
| Deutschland (GfK)         | 81          |

### Auszeichnungen für Musikverkäufe
| Land/Region        | Auszeichnungen für Musikverkäufe (Land/Region, Auszeichnung, Verkäufe) | Verkäufe |
| ------------------ | ---------------------------------------------------------------------- | -------- |
| Deutschland (BVMI) | Gold                                                                   | 100.000  |
| Insgesamt          | 1× Gold ·                                                              | 100.000  |